# حمى فنزويلا النزفية
الحمى النزفية الفنزويلية (بالإنجليزية: Venezuelan hemorrhagic fever)‏ هي مرض بشري حيواني المنشأ تم التعرف عليه لأول مرة في عام 1989. وينتشر هذا المرض في العديد من المناطق الريفية في وسط فنزويلا وينتج عن فيروس جواناريتو الذي ينتمي إلى عائلة الفيروسات الرملية، وجرذ السكر قصير الذيل هو المضيف الرئيسي للفيروس، والذي ينتشر في الغالب عن طريق استنشاق قطرات اللعاب العالقة في الهواء، أوالإفرازات التنفسية، أوالبول، أو الدم من القوارض المصابة. وانتقال الفيروس من شخص إلى شخص ممكن، ولكنه غير شائع.

## تاريخ
من سبتمبر 1989 حتى ديسمبر 2006، سجلت ولاية بورتوغيزا 618 حالة من حالات حمى فنزويلا النزفية، وكانت جميع الحالات تقريبا من الأشخاص الذين عملوا أو عاشوا في غواناريتو أثناء الإصابة بالعدوى. وكان معدل إماتة الحالات 23.1 ٪.
ولأن الفيروس يُحمل في الجو، نشأ القلق بعد ظهور الحالات الأولى في عام 1989 بسبب الخوف من الحرب البيولوجية. وتم تحديد عوامل الإرهاب البيولوجي المحتملة وتصنيفها في عام 1999 من قِبل مراكز امكافحة الأمراض والوقاية منها كجزء من مبادرة الكونغرس لزيادة قدرات الاستجابة على الأسلحة البيولوجية. وتم تصنيف الفيروسات الرملية المسببة للحمى النزفية، جنبا إلى جنب مع جنس من الفيروسات يسمى الفيروسات الخيطية، في الفئة أ؛ لأنه وُجِد أنها هي مسببات الأمراض ولها أعلى تأثير محتمل على سلامة الصحة العامة.
وكان الاختفاء غير المبرر لقارورة الفيروس في مختبر جلفستون الوطني التابع لجامعة تكساس الطبية حدث بارز في الجدول الزمني للمعرفة العلمية لهذا الفيروس، والذي تم الإعلان عنه في 24 مارس 2013.

## الفيرس
الفيروسات الرملية هي عبارة عن فيروسات لها حمض نووي ريبوزي أحادي الشريط ومتفرع الأوجه مع جينومات متضادة الاتجاهات. واستنادا إلى خصائصها المستضدية، تم تصنيف الفيروسات الرملية إلى مجموعتين رئيسيتين: فيروسات العالم القديم، وفيروسات العالم الجديد. وتتضمن فيروسات العالم القديم فيروس التهاب السحايا اللمفاوي، وفيروس لاسا، بينما يتم تقسيم فيروسات العالم الجديد إلى ثلاثة أقسام أ، وب، وج. ينتمي الفيروس الرملي حواناريتو إلى المجموعة ب وهو سبب حمى فنزويلا النزفية. وعلى مقياس مستوى السلامة الحيوية من واحد إلى أربعة، مع أكبر خطر عند المستوى الرابع، تم تعيين الفيروسات التي تسبب الحمى النزفية بمقياس أربعة من قِبل مراكز مكافحة الأمراض.

## المضيف
يعيش جرذ قصب السكر قصير الذيل، المضيف الرئيسي للفيروس، غرب فنزويلا، ويقيم بأعداد كبيرة في العشب الطويل، والحقول الزراعية المزروعة، ومنازل الإنسان، والمباني الملحقة. وهناك تكهن بأن التغيرات الديموغرافية والبيئية في المناطق الريفية زادت من تواتر الاتصال بين البشر والقوارض المصابة بحيث ظهرت حمى فنزويلا النزفية.

## الأعراض
لحمى فنزويلا النزفية العديد من أوجه الشبه مع حمى لاسا والحمى النزفية التي تسببها الفيروسات الرملية في الأرجنتين وبوليفيا، حيث تحدث حمى وإعياء تليها مظاهر نزفية وتشنجات، كما تتميز بعض الأعراض الخاصة بالفيروس بتلف الأوعية الدموية، ووجود اضطراب النزف، والحمى، ويتضمن المرض عدة أعضاء. والتشخيص السريري للحمى فنزويلا النزفية صعب؛ بسبب الأعراض الغير محددة. وهذا المرض مميت في 30 ٪ من الحالات، وهو متوطن في ولاية بورتوجيزا وولاية باريناس في فنزويلا.
العلاج والوقاية من فيروس حمى فنزويلا النزفية محدود ولا يوجد حاليا أي لقاحات مرخصة يمكن أن تعمل على منع المرض. ومع ذلك، بعد الإصابة بالعدوى، يعتبر ريبافيرين، وهو دواء مضاد للفيروسات يعطى عن طريق الوريد، أحد طرق علاج الفيروس.